# Neptuni åkrar
Neptuni åkrar (dt.: Neptuns Felder) ist ein Naturreservat im Norden der schwedischen Ostseeinsel Öland.
Das nördlich von Byxelkrok am Ufer des Kalmarsunds gelegene Gebiet erhielt seinen Namen 1741 während Carl von Linnés Ölandreise. Es gehört aufgrund seiner eigenartigen Erscheinung zu den meistbesuchten Gegenden Ölands. Neptuns Felder bestehen aus einem sich am Ufer entlangstreckenden großen Geröllfeld. Im Juni und Juli blüht auf den sonst kargen Flächen der Gewöhnliche Natternkopf in üppigem Blau.

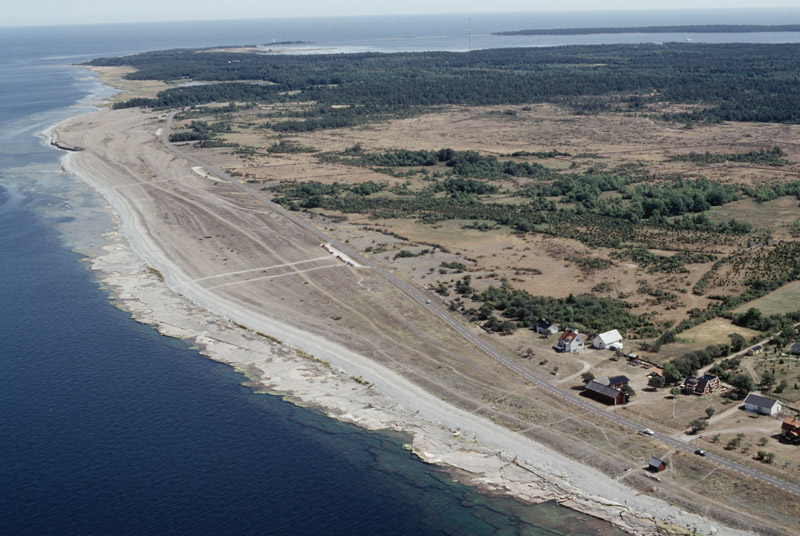
Neptuns Felder

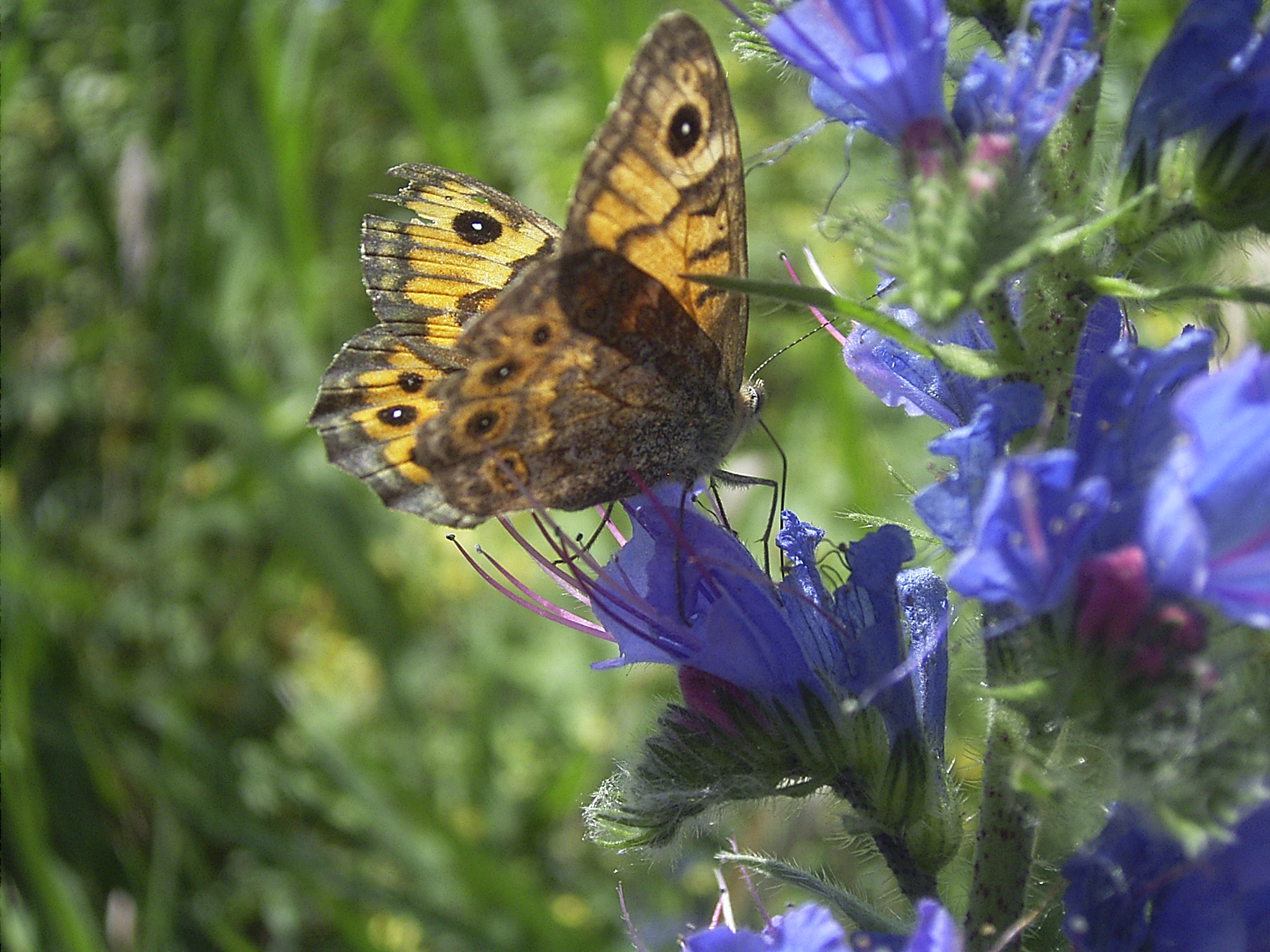
Gewöhnlicher Natternkopf mit Falter

Die das Geröllfeld bildenden Steine stammen vom Inlandeis der letzten Eiszeit und wurden über Jahrtausende von den Wellen geschliffen und zur Geröllbank geformt. In dem Gebiet wurden Fossilien insbesondere von Trilobiten und Brachiopoden gefunden.
Südlich des Gebiets befinden sich der Stein Höga flisa und das Gräberfeld von Byxelkrok, welches die Schiffssetzung Forgallaskeppet umfasst.